# フォルクスワーゲン・ミラノ
フォルクスワーゲン・ミラノ（Volkswagen Milano ）は、2010年4月に開催されたハノーファー・メッセで披露された電気自動車のタクシーのコンセプトカーである。この車は85 kWの電動機と45 kWhのリチウムイオン二次電池を搭載する3ドアのバン形式の車で、市場への導入は2013年に計画されている。

## イギリス
ミラノは2010年12月14日にロンドンで公開された。同日に運輸大臣（Secretary of State for Transport）のフィリップ・ハモンド（Philip Hammond）が電気自動車に対する5,000ポンドの助成金を発表し、ロンドン市長のボリス・ジョンソンは自身の大気環境改善戦略文書内で大気環境改善へ向けた施策に最も古いLTキャブ（LT Cab ）を廃止する計画を定めた。この計画には、タクシー事業主にタクシー車両用電気自動車のような低公害車への買い替えを促すために100万ポンドを拠出することが含まれている。